# اسپیت‌فایر (فیلم ۱۹۳۴)
اسپیت‌فایر (انگلیسی: Spitfire) فیلمی در ژانر درام به کارگردانی جان کرامول است که در سال ۱۹۳۴ منتشر شد.

## بازیگران
- کاترین هپبورن
- رابرت یانگ
- رالف بلامی
- ویل گیر
- آیرین ریچ
- مارتا اسلیپر
- سارا هادن
- لیلیان هارمر